# Cantonul Saintes-Est
Cantonul Saintes-Est este un canton din arondismentul Saintes, departamentul Charente-Maritime, regiunea Poitou-Charentes, Franța.

## Comune
- Chaniers
- La Chapelle-des-Pots
- Colombiers
- Courcoury
- Les Gonds
- La Jard
- Saintes (parțial, reședință)